# Diversität (Chemie)
Diversität, auch chemische Vielfalt genannt, ist ein Maß für die Vielfalt von unterschiedlichsten kleinen chemischen Molekülstrukturen innerhalb eines chemischen Raumes oder Gebietes und zugleich für die Varianz von unterschiedlichen Synthesemethoden, besonders in der organischen Chemie. Idealerweise erhält man durch eine diversitäts-orientierte Synthese (DOS) Kollektive kleiner Moleküle, die nach einem Screening (Pharma, Pflanzenschutz etc.) regio- und stereoselektiv funktionalisiert werden können, um die Strukturen potentieller Wirkstoffe effizient optimieren zu können.
Die Produkte einer diversitäts-orientierten Synthese stellen eine breite Palette von Verbindungen mit breiter Verteilung im chemischen Raum dar, wozu auch gegenwärtig noch schwach oder gar nicht besetzte Bereiche gefunden werden sollen, die ggf. mit bestimmten gewünschten Eigenschaften, etwa als Arzneistoff, optimal korrelieren.
Häufig werden Multikomponentenreaktionen zur Erlangung einer großen Vielfalt von unterschiedlichsten kleinen chemischen Molekülstrukturen eingesetzt.